# Make to order
Make to order (MTO), ook wel build to order (maak/bouw bij opdracht) genoemd, is een productiewijze waarbij men pas een product gaat maken nadat het besteld is. Vergeleken bij het mechanisme waarbij de producten worden gemaakt aan de hand van verwachtte vraag, is de voorraad lager, en kan deze zelfs tot nul dalen. Dit omdat er geen voorraad hoeft te worden aangehouden om een fluctuatie in de vraag te kunnen opvangen. Door de lagere voorraad, is het werkkapitaal ook lager. Hierdoor is de investering in de productie lager.
Het tegenovergestelde van Make to order is het "Make to stock" mechanisme. Hierbij wordt bewust een voorraad aangehouden, en wordt er uit de voorraad verkocht. Hierbij is de levertijd weliswaar korter, de producten zijn immers direct beschikbaar, maar de flexibiliteit met betrekking tot de wensen van de klant is kleiner. Er zijn diverse hybride varianten denkbaar.